# AN/ALE-50
AN/ALE-50 — буксируемая система ложных целей разработки американской компании Raytheon Space and Airborne Systems. 
Представляет собой средство электронного противодействия для защиты нескольких военных самолетов США от ракет класса «воздух-воздух» и «земля-воздух» с радиолокационным наведением . 
Используется ВВС и ВМС США и Корпусом морской пехоты, а также некоторыми не-американскими ВВС. 
Система производится на заводе компании в г. Голета, штат Калифорния.
Система ALE-50 состоит из пусковой установки и контроллера пуска, установленных на самолете (обычно на пилоне крыла), а также одной или нескольких одноразовых буксируемых ложных целей. Каждая такая цель поставляется в запечатанной канистре и имеет десятилетний срок хранения.
При развертывании ложная цель буксируется за самолётом-носителем, защищая самолет и его экипаж от ракет с радиочастотным наведением, заманивая ракету в сторону ложной цели и от намеченной цели. Как в летных испытаниях, так и в реальных боевых действиях ALE-50 успешно отразил многочисленные боевые стрельбы ракетами класса «земля-воздух» и «воздух-воздух». 
Военные летчики прозвали приманку «Маленький приятель» («Little Buddy»). Система не требует специального программного обеспечения для защиты от угроз и передает информацию самолёту о своем состоянии и статусе по стандартной шине данных.

## История применения
ALE-50 был впервые использован в 1995 году на истребителях F-16. Также используется на F/A-18E/F Super Hornet и B-1B Lancer. 
ALE-50 также был интегрирован в модуль радиоэлектронного подавления следующего поколения ALQ-184(V)9, создав интегрированную систему защиты от угроз, которую можно разместить на большем количестве платформ.
Ориентировочная стоимость одноразовых ложных целей ALE-50 составляет 22 000 долл. каждая. 
До октября 2010 года было поставлено 1048 единиц продукции; для США в  2014 и 2019 гг. было произведено еще 226 единиц пусковых установок ALE-50 Bravo T3F для самолётов ВМС F/A-18 E/F.
Буксируемая ложная цель ALE-50 в настоящее время эксплуатируется на самолетах F-16, F/A-18E/F и B-1B, уставлена более чем на 25 тыс. самолётов .